# Lalitpur (Distrikt, Nepal)
Der Distrikt Lalitpur (Nepali ललितपुर जिल्ला) ist einer von 77 Distrikten in Nepal.
Er liegt in der Verwaltungszone Bagmati. Verwaltungssitz ist Lalitpur. Der Distrikt hat eine Fläche von 385 km² und hatte bei der Volkszählung 2011 466.784 Einwohner. Lalitpur ist einer von drei Distrikten im Kathmandutal neben den Distrikten Kathmandu und Bhaktapur.

## Verwaltungsgliederung
Städte im Distrikt Lalitpur:
- Bajrabarahi
- Godawari
- Karyabinayak
- Lalitpur
- Mahalaxmi

Lalitpur besitzt das Stadtrecht 1. Ordnung.
Village Development Committees (VDCs) im Distrikt Lalitpur:
- Ashrang
- Bhardev
- Bhattedanda
- Bukhel
- Chandanpur
- Chaughare
- Chyasal
- Dalchoki
- Devichaur
- Durlung
- Ghusel
- Gimdi
- Gotikhel
- Ikudol
- Jawalakhel
- Kaleswar
- Malta
- Manikhel
- Nallu
- Pyutar
- Shankhu
- Thuladurlung